# 독일 오페라
독일 오페라는 독일어를 사용하는 국가에서 만들어진 오페라로, 역사적으로 연방 독일과 오스트리아의 오페라를 말한다.
독일 오페라는 이탈리아에서 오페라 자체가 탄생한 후 눈에 띄게 빠르게 등장했다. 최초의 이탈리아 오페라는 1598년 야코포 페리(Jacopo Peri)의 다프네(Dafne)였다. 1627년 하인리히 쉬츠(Heinrich Schütz)는 같은 대본을 독일어로 번역하기 위해 음악을 제공했다. 그러나 17세기와 18세기 대부분 동안 독일 오페라는 헨델과 글룩과 같은 선도적인 독일 태생 작곡가들이 오페라 세리아와 같은 외국 전통에서 작업하기로 선택하면서 이탈리아어 라이벌의 그늘에서 벗어나기 위해 고군분투했다.

## 같이 보기
- 분류:독일어 오페라
- 분류:오스트리아의 오페라 극장
- 분류:독일의 오페라 극장